# Cmentarz na Smochowicach w Poznaniu

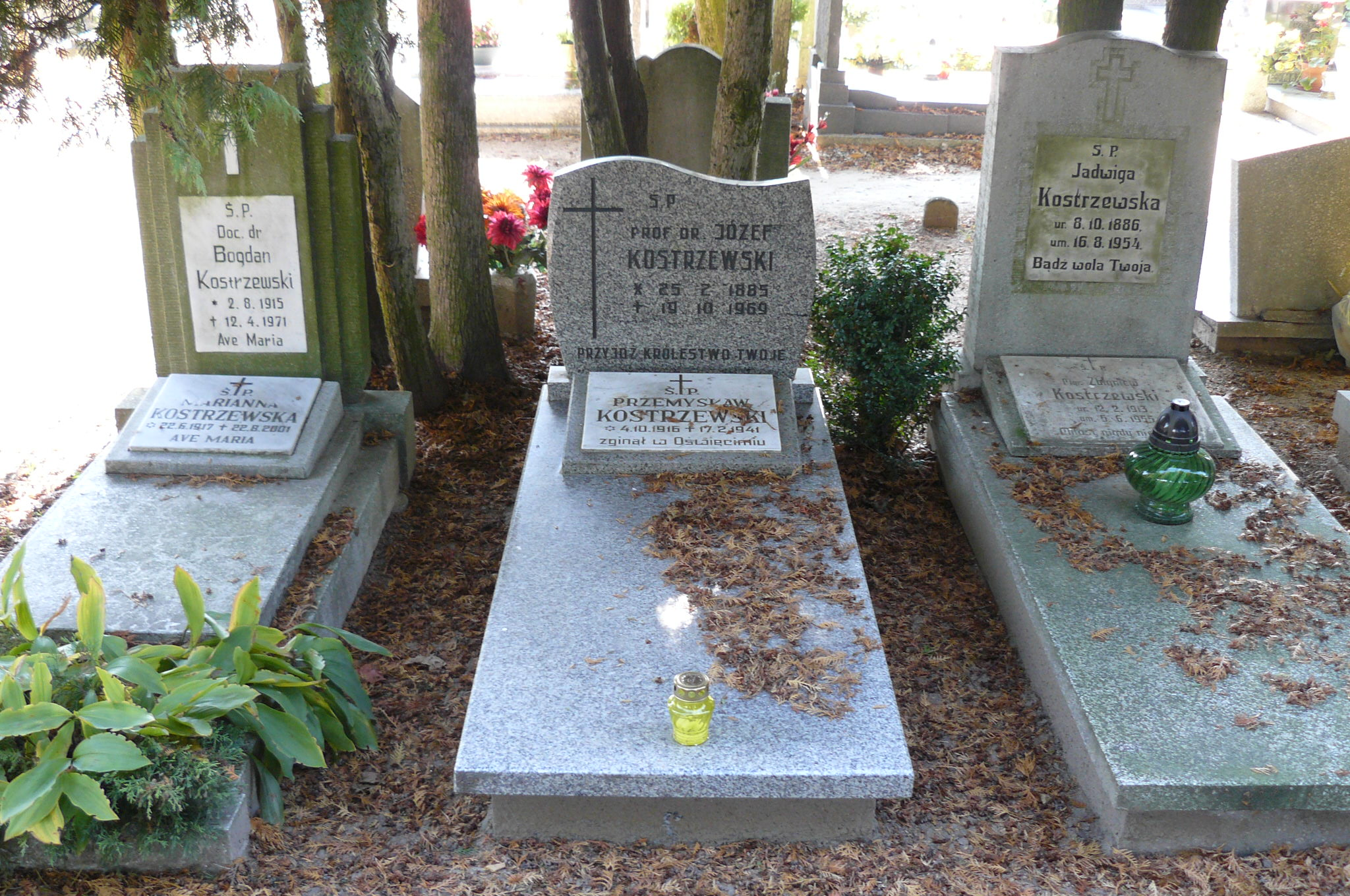
Grób prof. Józefa Kostrzewskiego – środkowy

Cmentarz na Smochowicach w Poznaniu – cmentarz parafii pod wezwaniem Imienia Maryi położony przy ulicy Braniewskiej/Lubowskiej na Smochowicach w Poznaniu (dzielnica Jeżyce).

## Historia
Cmentarz jest położony na Smochowicach w rejonie ulicy Braniewskiej. Został założony w 1934 przez proboszcza parafii pw. Imienia Maryi ks. Jakuba Kuklińskiego. Grunt pod cmentarz został przekazany przez parafian: Katarzynę i Stanisława Jaskułów oraz Walentynę i Stanisława Piechockich. Pierwsze pochówki rozpoczęto w październiku 1934.
Cmentarz zajmuje 1,8 ha, a spoczywa na nim około 5400 osób w ponad 2600 mogiłach.

## Komunikacja
Wejście na cmentarz jest możliwe od strony ulicy Braniewskiej i Jelitkowskiej. Dojazd w pobliże – autobusem MPK Poznań linii 156, 186 i 801 z Ogrodów – przystanek Braniewska. Pod sam cmentarz nie dociera komunikacja publiczna. Dojście z przystanku Braniewska na cmentarz zajmuje ok. 5 minut (500 metrów).
Zarząd cmentarza znajduje się w biurze parafialnym przy ul. Santockiej 15.